# リパブリック航空
リパブリック航空（リパブリックこうくう、英：Republic Airways）は、アメリカ合衆国インディアナ州インディアナポリスに本社を置く、リパブリックエアウェイズ・ホールディングズ傘下の地域航空会社である。アメリカン航空下のアメリカン・イーグル、デルタ航空下のデルタ・コネクション、ユナイテッド航空下のユナイテッド・エクスプレスのブランドとして、エンブラエルE170及びエンブラエルE175で路線を運航している。コールサインのBrickyard（ブリックヤード）は、本社のあるインディアナポリスに位置する有名なサーキットであるインディアナポリス・モーター・スピードウェイのニックネームに由来している。

## 歴史
"リパブリック航空株式会社" (Republic Airline, Inc.) は1999年にリパブリックエアウェイズ・ホールディングズの子会社として設立された。しかしながらリパブリック航空は2004年まで活動が行われず、2005年に航空運送事業許可を取得するまでの6年間航空運送事業を行えない状態であった。2004年にリパブリックエアウェイズ・ホールディングズはアメリカン航空からの訴えに対応してリパブリック航空の活動を開始した。
アメリカン航空は座席数44席のリージョナルジェットを当時リパブリックエアウェイズ・ホールディングズの主要運営子会社であったシャトークア航空に委託運用していた。しかし、後にシャトークア航空が70席のリージョナルジェットをユナイテッド航空から委託運用するようになると、アメリカン航空のスコープ・クローズで当時定められていた"アメリカン航空からの委託運用を行う地域航空会社はアメリカン航空以外からの委託運用であっても座席数50席以上の機材を運用してはならない"という条項に引っ掛かった。このため、リパブリックエアウェイズ・ホールディングズはリパブリック航空の活動を開始させ、2005年に航空運送事業許可を取得し営業可能になると問題であった70席のリージョナルジェットをシャトークア航空からリパブリック航空に移管し、スコープ・クローズ違反状態を解消した。また問題解決のため、リパブリックエアウェイズ・ホールディングズはアメリカン航空パイロット組合に660万ドルを支払った。
2007年、フロンティア航空はリパブリック航空と11年間のコードシェア便運航を行う契約を結んだ。契約に基づき、リパブリック航空の保有する17機のエンブラエルE170をコードシェア便用として運用することになった。最初のコードシェア便は2007年3月に就航し、2008年12月までに全コードシェア便の運航が開始される予定であった。しかしながら、翌2008年4月10日、フロンティア航空は連邦倒産法第11章（チャプター11）を申請した。このためリパブリック航空は同月23日に契約を終了、第11章適用時の救済措置として同年8月13日にフロンティア航空を買収し完全子会社化した。その後はフロンティア航空のブランドとしてリパブリック航空の保有する機材を運航していたが、2013年12月にフロンティア航空はリパブリック航空からインディゴ・パートナーズへ売却され、それと共にフロンティア航空ブランドでの自社機の運航を終了した。
2008年9月3日、リパブリック航空はミッドウエスト航空と10年間のコードシェア便運航契約を新たに締結した。2008年10月1日よりカンザスシティ国際空港を拠点とし、12機の航空機がミッドウエスト航空とのコードシェア便としての運航を開始した。その後2009年6月23日、リパブリック航空はミッドウエスト航空を3100万ドルで買収すると発表した。
2013年1月、リパブリックエアウェイズ・ホールディングズは同年中頃より開始される予定であるアメリカン航空下の新ブランド、アメリカン・イーグルとしてエンブラエルE175を運航するためにアメリカン航空と契約を結んだ。2013年8月1日、リパブリック航空はアメリカン・イーグルブランドとしてシカゴ - ニューオーリンズ・ピッツバーグ・アルバカーキ線の運航を開始した。
2016年2月25日、リパブリック航空は連邦倒産法第11章を申請した。当時リパブリック航空はパイロット不足により大きな打撃を受けていたが、2015年10月に締結された新しい契約により会社の立て直しが促進されていた。第11章申請時、リパブリック航空は29億7,000万ドルの負債と35億6,000万ドルの資産を保有していた。2016年11月16日、リパブリックエアウェイズ・ホールディングズは2017年第1四半期中にリパブリック航空を第11章適用下から脱却させるための再編計画を提出した。
再編計画では、リパブリックエアウェイズ・ホールディングズの子会社であるシャトル・アメリカとリパブリック航空を合併しリパブリック航空を存続させるとされ、2017年1月31日にシャトル・アメリカはリパブリック航空と合併した。2018年12月、リパブリック航空は親会社の名称にあわせて"Republic Airline"から"Republic Airways"に改称された。

## 就航都市
以下は2019年9月現在のリパブリック航空の就航都市の一覧である。表においてはアメリカン・イーグル、デルタ・コネクション、ユナイテッド・エクスプレスのどのブランドで就航しているかも記載している。
| 国                     | 都市                              | 空港                                                  | A | D | U | 備考     |
| ---------------------- | --------------------------------- | ----------------------------------------------------- | - | - | - | -------- |
| バハマ                 | フリーポート                      | グランドバハマ国際空港                                | ○ | - | - |          |
| バハマ                 | ジョージ・タウン                  | エグズーマ国際空港                                    | ○ | - | - |          |
| バハマ                 | ナッソー                          | リンデン・ピンドリング国際空港                        | ○ | - | - |          |
| カナダ                 | エドモントン                      | エドモントン国際空港                                  | - | - | ○ |          |
| カナダ                 | ハリファックス                    | ハリファックス・ロバート・L・スタンフィールド国際空港 | ○ | - | - |          |
| カナダ                 | トロント                          | トロント・ピアソン国際空港                            | - | - | ○ |          |
| キューバ               | ハバナ                            | ホセ・マルティ国際空港                                | - | - | ○ |          |
| ホンジュラス           | ロアタン島                        | フアン・マヌエル・ガルベス国際空港                    | ○ | - | - |          |
| メキシコ               | メリダ                            | メリダ国際空港                                        | ○ | - | - |          |
| メキシコ               | モンテレイ                        | モンテレイ国際空港                                    | ○ | - | - |          |
| タークス・カイコス諸島 | プロビデンシアレス島              | プロビデンシアレス国際空港                            | ○ | - | - |          |
| アメリカ合衆国         | バーミングハム                    | バーミングハム＝シャトルズワース国際空港              | - | ○ | - |          |
| アメリカ合衆国         | ハンツビル                        | ハンツビル国際空港                                    | ○ | - | - |          |
| アメリカ合衆国         | フェイエットビル/スプリングデール | ノースウエストアーカンソー地方空港                    | ○ | - | ○ |          |
| アメリカ合衆国         | デンバー                          | デンバー国際空港                                      | - | - | ○ |          |
| アメリカ合衆国         | デュランゴ                        | デュランゴ＝ラ・プラタ郡空港                          | - | - | ○ |          |
| アメリカ合衆国         | ハートフォード                    | ブラッドレー国際空港                                  | ○ | - | - |          |
| アメリカ合衆国         | ニューヘイブン                    | ツイード・ニューヘイブン空港                          | ○ | - | - |          |
| アメリカ合衆国         | ジャクソンビル                    | ジャクソンビル国際空港                                | ○ | ○ | ○ |          |
| アメリカ合衆国         | キーウェスト                      | キーウェスト国際空港                                  | ○ | - | ○ |          |
| アメリカ合衆国         | マイアミ                          | マイアミ国際空港                                      | ○ | - | - | 拠点空港 |
| アメリカ合衆国         | ペンサコーラ                      | ペンサコーラ国際空港                                  | - | - | ○ |          |
| アメリカ合衆国         | サラソータ                        | サラソータ＝ブレイデントン国際空港                    | ○ | ○ | ○ |          |
| アメリカ合衆国         | ウェストパームビーチ              | パームビーチ国際空港                                  | ○ | - | - |          |
| アメリカ合衆国         | アトランタ                        | ハーツフィールド・ジャクソン・アトランタ国際空港      | ○ | ○ | ○ |          |
| アメリカ合衆国         | サバンナ                          | サバンナ/ヒルトンヘッド国際空港                       | - | - | ○ |          |
| アメリカ合衆国         | シカゴ                            | シカゴ・オヘア国際空港                                | - | - | ○ | 拠点空港 |
| アメリカ合衆国         | インディアナポリス                | インディアナポリス国際空港                            | ○ | ○ | ○ | 拠点空港 |
| アメリカ合衆国         | デモイン                          | デモイン国際空港                                      | ○ | - | ○ |          |
| アメリカ合衆国         | ウィチタ                          | ウィチタ・ドワイト・D・アイゼンハワー国際空港         | - | - | ○ |          |
| アメリカ合衆国         | レキシントン                      | ブルーグラス空港                                      | - | ○ | - |          |
| アメリカ合衆国         | ルイビル                          | ルイビル国際空港                                      | ○ | ○ | ○ | 拠点空港 |
| アメリカ合衆国         | ラファイエット                    | ラファイエット地域空港                                | - | - | ○ |          |
| アメリカ合衆国         | ニューオーリンズ                  | ルイ・アームストロング・ニューオーリンズ国際空港      | ○ | ○ | ○ |          |
| アメリカ合衆国         | バンゴー                          | バンゴー国際空港                                      | - | - | ○ |          |
| アメリカ合衆国         | ポートランド                      | ポートランド国際ジェットポート                        | ○ | - | - |          |
| アメリカ合衆国         | ボストン                          | ジェネラル・エドワード・ローレンス・ローガン国際空港  | - | ○ | - | 拠点空港 |
| アメリカ合衆国         | デトロイト                        | デトロイト・メトロポリタン・ウェイン・カウンティ空港  | ○ | ○ | ○ |          |
| アメリカ合衆国         | グランドラピッズ                  | ジェラルド・R・フォード国際空港                       | - | - | ○ |          |
| アメリカ合衆国         | トラバースシティ                  | チェリー・キャピタル空港                              | - | - | ○ |          |
| アメリカ合衆国         | ミネアポリス/セントポール         | ミネアポリス・セントポール国際空港                    | ○ | - | ○ |          |
| アメリカ合衆国         | カンザスシティ                    | カンザスシティ国際空港                                | ○ | ○ | ○ | 拠点空港 |
| アメリカ合衆国         | セントルイス                      | セントルイス・ランバート国際空港                      | ○ | ○ | ○ |          |
| アメリカ合衆国         | オマハ                            | エプリー・エアフィールド                              | ○ | ○ | ○ |          |
| アメリカ合衆国         | マンチェスター                    | マンチェスター・ボストン地域空港                      | ○ | - | - |          |
| アメリカ合衆国         | ニューアーク                      | ニューアーク・リバティー国際空港                      | - | - | ○ | 拠点空港 |
| アメリカ合衆国         | バッファロー                      | バッファロー・ナイアガラ国際空港                      | ○ | ○ | ○ |          |
| アメリカ合衆国         | ニューヨーク市                    | ジョン・F・ケネディ国際空港                           | ○ | ○ | - | 拠点空港 |
| アメリカ合衆国         | ニューヨーク市                    | ラガーディア空港                                      | ○ | ○ | ○ | 拠点空港 |
| アメリカ合衆国         | ロチェスター                      | グレーター・ロチェスター国際空港                      | - | ○ | ○ |          |
| アメリカ合衆国         | シラキュース                      | シラキュース・ハンコック国際空港                      | ○ | - | ○ |          |
| アメリカ合衆国         | シャーロット                      | シャーロット・ダグラス国際空港                        | ○ | ○ | ○ |          |
| アメリカ合衆国         | グリーンズボロ                    | ピードモント・トライアド国際空港                      | ○ | - | - |          |
| アメリカ合衆国         | ローリー/ダーラム                 | ローリー・ダーラム国際空港                            | ○ | ○ | ○ |          |
| アメリカ合衆国         | ウィルミントン                    | ウィルミントン国際空港                                | ○ | - | - |          |
| アメリカ合衆国         | シンシナティ                      | シンシナティ・ノーザンケンタッキー国際空港            | ○ | - | ○ |          |
| アメリカ合衆国         | クリーブランド                    | クリーブランド・ホプキンス国際空港                    | ○ | ○ | ○ |          |
| アメリカ合衆国         | コロンバス                        | ポート・コロンバス国際空港                            | ○ | ○ | ○ | 拠点空港 |
| アメリカ合衆国         | オクラホマシティ                  | ウィル・ロジャース・ワールド空港                      | ○ | - | ○ |          |
| アメリカ合衆国         | フィラデルフィア                  | フィラデルフィア国際空港                              | ○ | ○ | - | 拠点空港 |
| アメリカ合衆国         | ピッツバーグ                      | ピッツバーグ国際空港                                  | ○ | ○ | ○ | 拠点空港 |
| アメリカ合衆国         | プロビデンス                      | T・F・グリーン空港                                    | ○ | - | - |          |
| アメリカ合衆国         | チャールストン                    | チャールストン国際空港                                | ○ | - | ○ |          |
| アメリカ合衆国         | グリーンビル/スパータンバーグ     | グリーンビル＝スパータンバーグ国際空港                | - | - | ○ |          |
| アメリカ合衆国         | ヒルトンヘッドアイランド          | ヒルトンヘッド空港                                    | ○ | ○ | - |          |
| アメリカ合衆国         | マートルビーチ                    | マートルビーチ国際空港                                | ○ | - | - |          |
| アメリカ合衆国         | ラピッドシティ                    | ラピッドシティ地域空港                                | - | - | ○ |          |
| アメリカ合衆国         | ノックスビル                      | マクギー・タイソン空港                                | ○ | - | - |          |
| アメリカ合衆国         | メンフィス                        | メンフィス国際空港                                    | ○ | - | - |          |
| アメリカ合衆国         | ナッシュビル                      | ナッシュビル国際空港                                  | ○ | ○ | ○ |          |
| アメリカ合衆国         | オースティン                      | オースティン・バーグストロム国際空港                  | ○ | - | - |          |
| アメリカ合衆国         | ブラウンズビル                    | ブラウンズビル/サウス・パドレー・アイランド国際空港   | - | - | ○ |          |
| アメリカ合衆国         | コーパスクリスティ                | コーパスクリスティ国際空港                            | - | - | ○ |          |
| アメリカ合衆国         | ダラス・フォートワース            | ダラス・フォートワース国際空港                        | - | - | ○ |          |
| アメリカ合衆国         | エルパソ                          | エルパソ国際空港                                      | - | - | ○ |          |
| アメリカ合衆国         | ヒューストン                      | ジョージ・ブッシュ・インターコンチネンタル空港        | ○ | - | ○ | 拠点空港 |
| アメリカ合衆国         | ミッドランド                      | ミッドランド国際空港                                  | - | - | ○ |          |
| アメリカ合衆国         | サンアントニオ                    | サンアントニオ国際空港                                | - | - | ○ |          |
| アメリカ合衆国         | ソルトレイクシティ                | ソルトレイクシティ国際空港                            | - | - | ○ |          |
| アメリカ合衆国         | バーリントン                      | バーリントン国際空港                                  | ○ | - | ○ |          |
| アメリカ合衆国         | ノーフォーク                      | ノーフォーク国際空港                                  | ○ | - | - |          |
| アメリカ合衆国         | リッチモンド                      | リッチモンド国際空港                                  | ○ | ○ | - |          |
| アメリカ合衆国         | ワシントンD.C.                    | ワシントン・ダレス国際空港                            | - | - | ○ | 拠点空港 |
| アメリカ合衆国         | ワシントンD.C.                    | ロナルド・レーガン・ワシントン・ナショナル空港        | ○ | ○ | - | 拠点空港 |
| アメリカ合衆国         | マディソン                        | デーン郡地域空港                                      | - | ○ | ○ |          |
| アメリカ合衆国         | ミルウォーキー                    | ジェネラル・ミッチェル国際空港                        | - | ○ | ○ |          |

## 運航機材

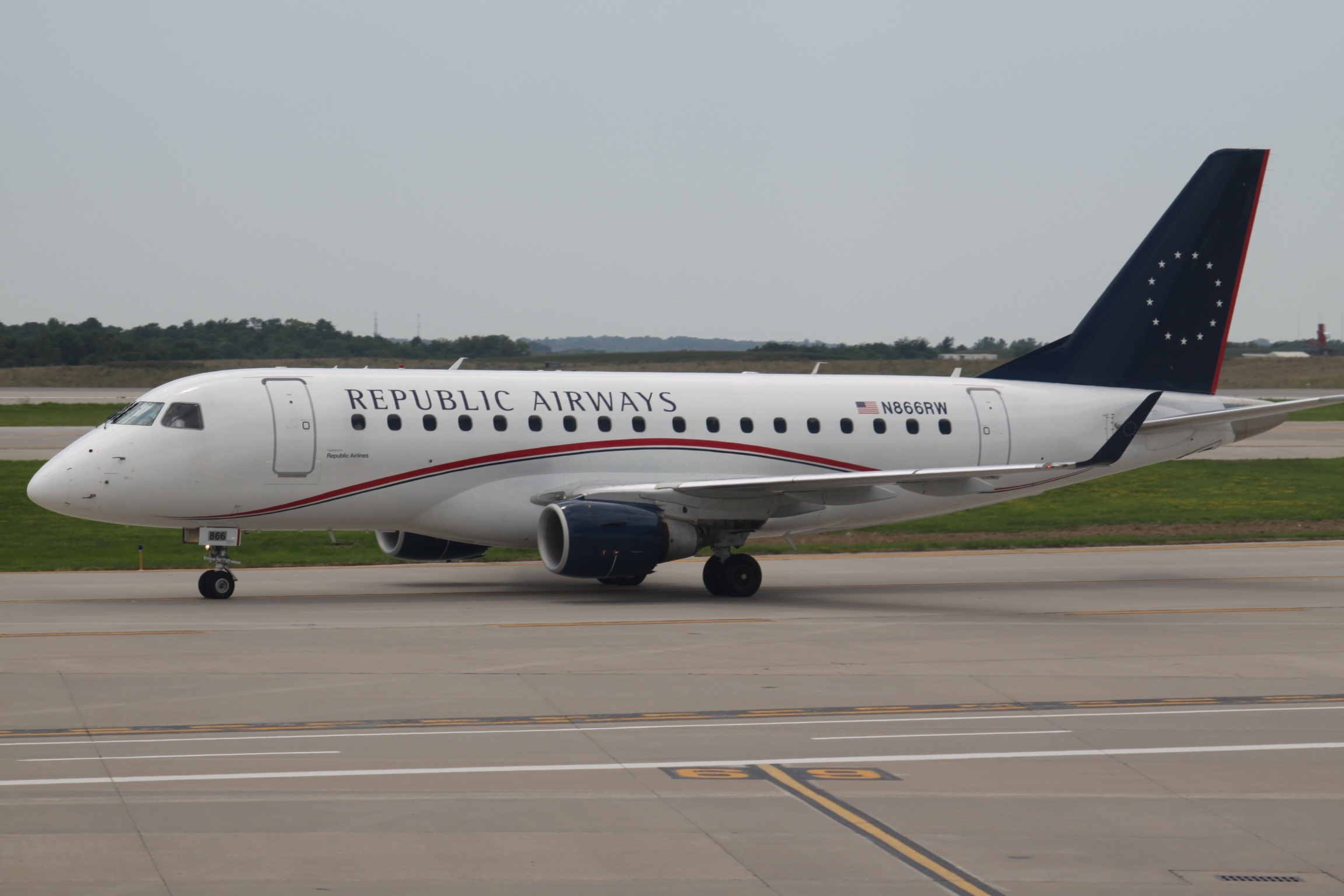
リパブリック航空のエンブラエル170、機体番号N866RW、カンザスシティ国際空港にて

### リスト
2020年5月現在の運用機材は以下の通りである。
| 機種             | 運用中 | 注文中 | 座席数 | 座席数 | 座席数 | 座席数 | 備考                                         |
| 機種             | 運用中 | 注文中 | F      | Y+     | Y      | 合計   | 備考                                         |
| ---------------- | ------ | ------ | ------ | ------ | ------ | ------ | -------------------------------------------- |
| エンブラエルE170 | 22     |        | 9      | 12     | 48     | 69     | デルタ・コネクションとして運航。             |
| エンブラエルE170 | 37     |        | 6      | 16     | 48     | 70     | ユナイテッド・エクスプレスとして運航。       |
| エンブラエルE170 | 3      |        |        |        |        |        | 必要に応じリパブリック航空のブランドで運航。 |
| エンブラエルE175 | 85     |        | 12     | 20     | 44     | 76     | アメリカン・イーグルとして運航。             |
| エンブラエルE175 | 46     | 0      | 12     | 20     | 44     | 76     | デルタ・コネクションとして運航。             |
| エンブラエルE175 | 28     |        | 12     | 16     | 48     | 76     | ユナイテッド・エクスプレスとして運航。       |
| 合計             | 221    | 0      |        |        |        |        |                                              |

### 過去の機材
| 機種               | 引退年 |
| ------------------ | ------ |
| エンブラエルE190   | 2015年 |
| ボンバルディアQ400 | 2017年 |

## 事故
- 2017年4月9日、シカゴ・オヘア国際空港発ルイビル国際空港行きユナイテッド・エクスプレス3411便が出発待機中、搭乗していたベトナム系アメリカ人の乗客デイビッド・ダオ・デュイ・アンが警備員により強制的に降機させられ、その最中に暴行を受け負傷した。
- 2018年6月21日、ポート・コロンバス国際空港において整備中であった機体記号N876RWのERJ170が火災で損傷を受けた[22][23]。